# Bekasina sibiřská
Bekasina sibiřská (Gallinago stenura) je malý slukovitý pták, který hnízdí na severu ruské Sibiře a na zimu migruje do jižní a jihovýchodní Asie.

## Systematika
Druh poprvé popsal Charles Lucien Bonaparte v roce 1831. Bekasina sibiřská se řadí do početného rodu bekasin Gallinago.

## Rozšíření a populace
Druh hnízdí v sibiřském Rusku v oblasti zhruba ohraničené severním Uralem na západě, západními oblastmi Kamčatky na východě (na Kamčatce nicméně nehnízdí) a Zabajkalskem a Mongolskem na jihu. Na zimu táhne do jižní a jihovýchodní Asie do oblasti ohraničené Pákistánem na západě přes Indický subkontinent, ostrovy v Indickém oceánu až po Bangladéš, Barmu, Thajsko, Indočínu a Indonésii na jihovýchodě. Výjimečně zavítá i na Filipíny, do Austrálie a do Japonska, zatoulaní jedinci byli pozorováni ve východní Africe.

## Popis

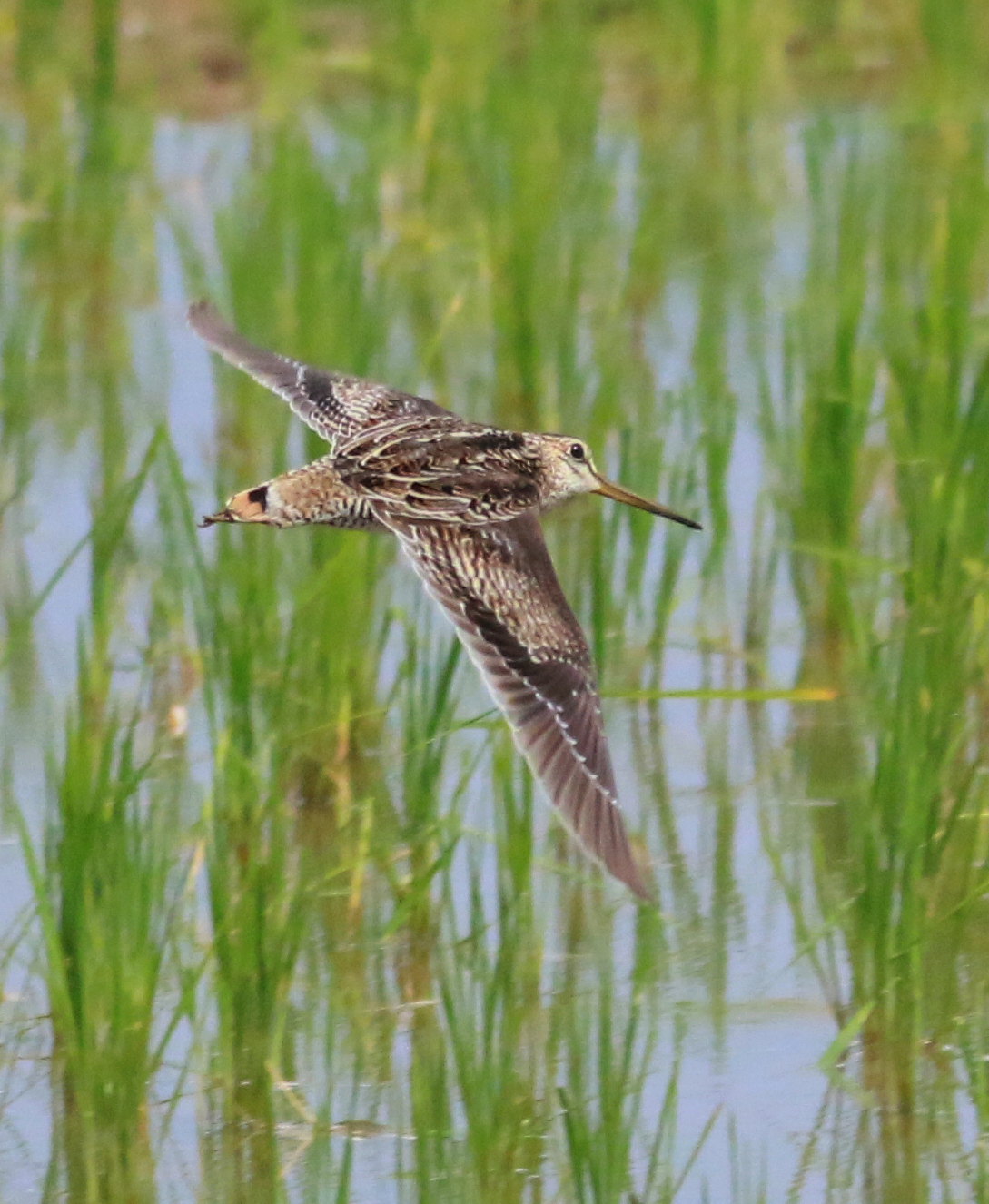
Bekasina sibiřská v letu

Jedná se o malého slukovitého ptáka s nenápadným opeřením, které hraje hnědými a krémovými barvami s černými pruhy a fleky. U bekasiny sibiřské se nevyskytují pohlavně ani sezónně podmíněné variace opeření, tzn. samec a samice mají stejné opeření, které se během roku nemění. Zobák je jen krátký, u kořene zelenavě šedý a tmavě hnědý na konci. Nohy jsou nezelenavě šedé až hnědé. Délka těla dosahuje 25–27 cm, zobák je dlouhý 55–70 mm, ocas 42–55 mm, křídlo 125–143 mm. Váha dospělce se pohybuje kolem 115 g.
V Palearktické oblasti, kde se areál výskytu řady druhů bekasin z rodu Gallinago překrývá, je velmi složité od sebe jednodlivé druhy odlišit z důvodu komplexity opeření. Snad největší potíž nastává u rozlišení bekasiny sibiřské od bekasiny lesní (Gallinago megala), jelikož ani jeden z druhů nemá žádné výrazné rozlišovací znaky. V terénu jsou oba druhy v podstatě k nerozeznání. Jediným bezpečně odlišujícím znakem obou druhů je tvar jejich vnějších ocasních krovek, který však lze dobře prozkoumat pouze po odchycení bekasin. Bekasina sibiřská má 6–9, nejčastěji 8 párů tenkých vnějších krovek ocasních, jejichž šířka nepřesahuje 2 mm. Bekasina lesní má pouze ten nejkrajnější pár (nejdále od středu) ocasních krovek nezvykle tenký, avšak i tak šířka této krovky dosahuje 2–4 mm, čili více než u bekasiny sibiřské. Bekasina sibiřská má 24–28 (typicky 26) ocasních krovek, bekasina lesní jich má 18–26 (typicky 20). Dalším podobným druhem je bekasina otavní (Gallinago gallinago), která má však delší zobák i ocas.

## Biologie

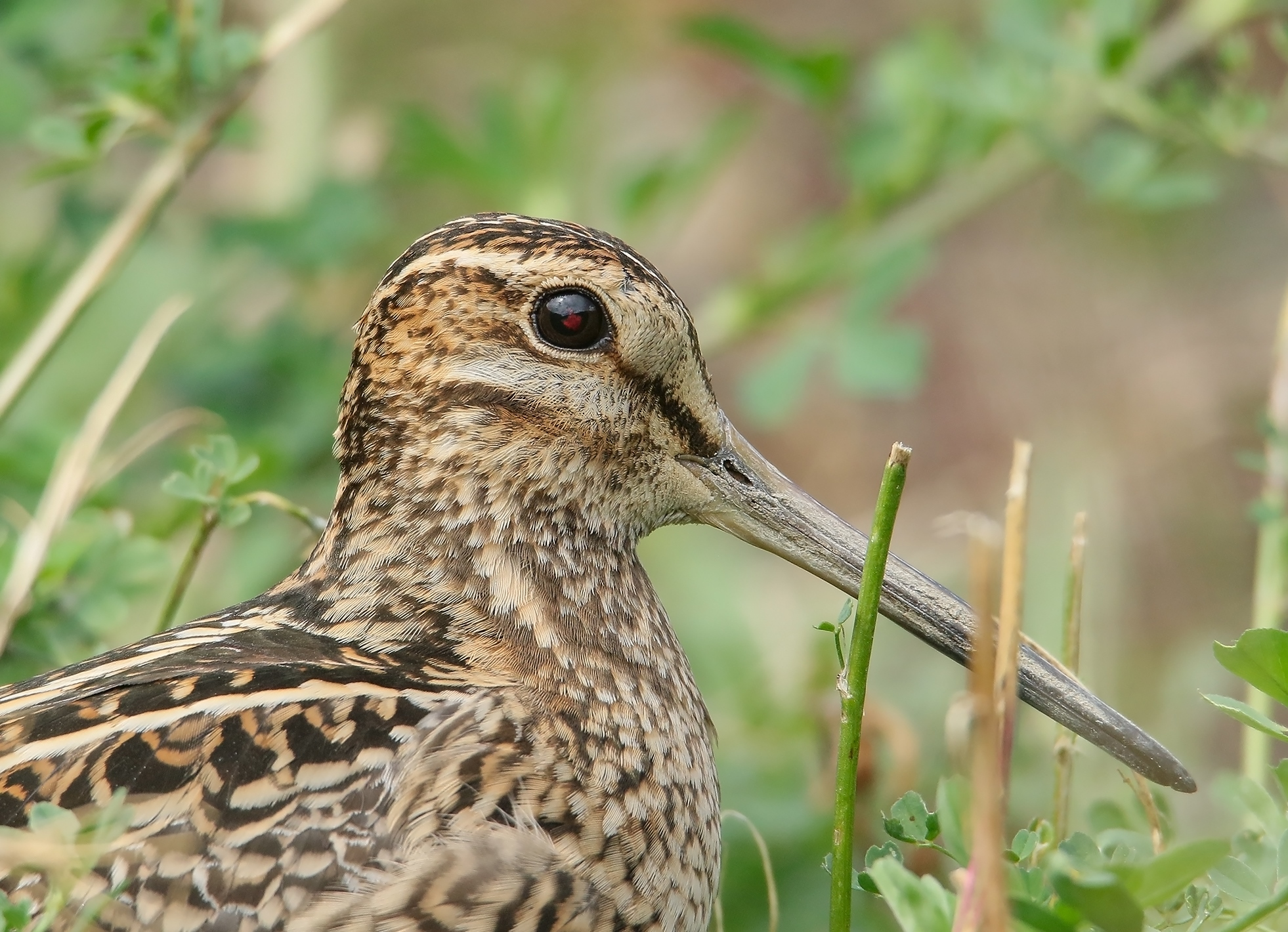
Detail hlavy

K tahu bekasin sibiřských na zimoviště dochází během srpna a září, zpět na hnízdiště se vydávají v březnu a počátkem dubna. K zahnízdění dochází mezi květnem a srpnem. Hnízdí v močálovitých oblastech, vzácněji využívá i sušší habitat. K zahnízdění dochází do nadmořských výšek 2300 m n. m. Doba hnízdění se vyznačuje namlouvacími rituály samců, kteří se předvádí samicím skupinovými i individuálními lety nad hnízdišti s hlasitým volání tčeka-tčeka-tčeka-tčeka. Samice klade 3–4 vejce do hnízda, které představuje mělký důlek přímo na zemi ukrytý v husté vegetaci. Inkubuje patrně pouze samice, rodičovskou péči obstarávají oba partneři. Živí se bezobratlými živočichy jako jsou měkkýši, larvy, žížaly a hmyz. Potravu sbírá hlavně v bahně a na wattovém pobřeží.

## Ohrožení a ochrana
Mezinárodní svaz ochrany přírody hodnotí druh hodnotí jako málo dotčený. Populační trend k roku 2016 nicméně nebyl znám a početnost druhu byla uváděna v širokém rozmezí 50 000–2 000 000 jedinců.
K hrozbám druhu patří ztráta vhodných habitatů (hlavně wattů) vlivem lidské činnosti, lov (hlavně v Číně) a globální oteplování.